# Maia
Maia /ˈmeɪ.ə/ /ˈmeɪ.ə/ (tiếng Hy Lạp: Μαῖα; tiếng Latinh: Maia), trong tôn giáo Hy Lạp cổ đại, là một trong những người Pleiades và là mẹ của Hermes.

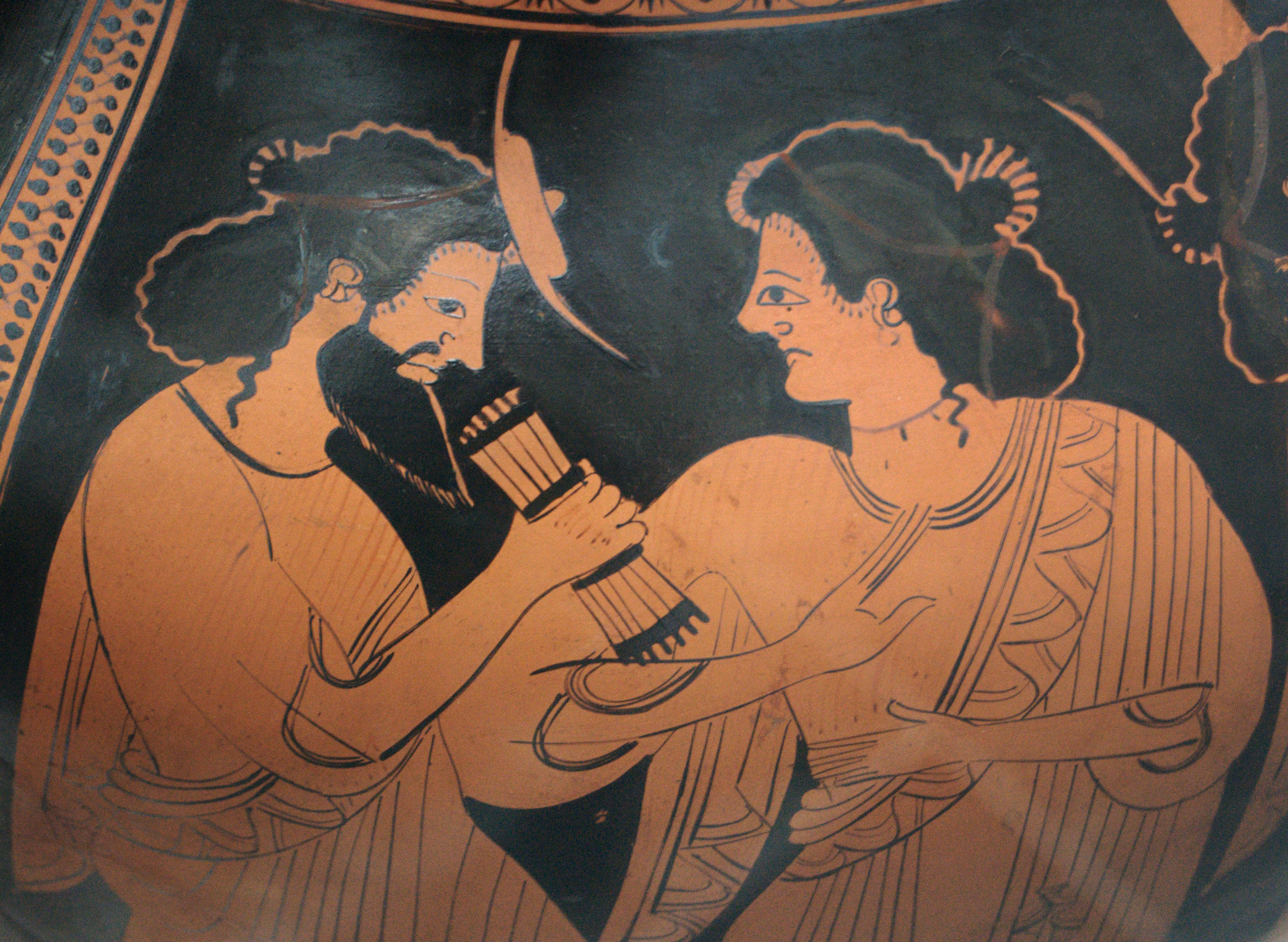
Hermes và Maia, chi tiết từ một amphora hình đỏ gác mái (khoảng năm 500 TCN)

Maia là con gái của Atlas  và Pleione the Oceanid, và là người lớn tuổi nhất trong bảy người Pleiades. Họ được sinh ra trên núi Cyllene ở Arcadia, và đôi khi được gọi là núi nymphs, oreads; Simonides of Ceos hát về "núi Maia" (Maiados oureias) "của đôi mắt đen đáng yêu". Bởi vì họ là con gái của Atlas, nên họ còn được gọi là Atlantides.

## Mẹ của Hermes

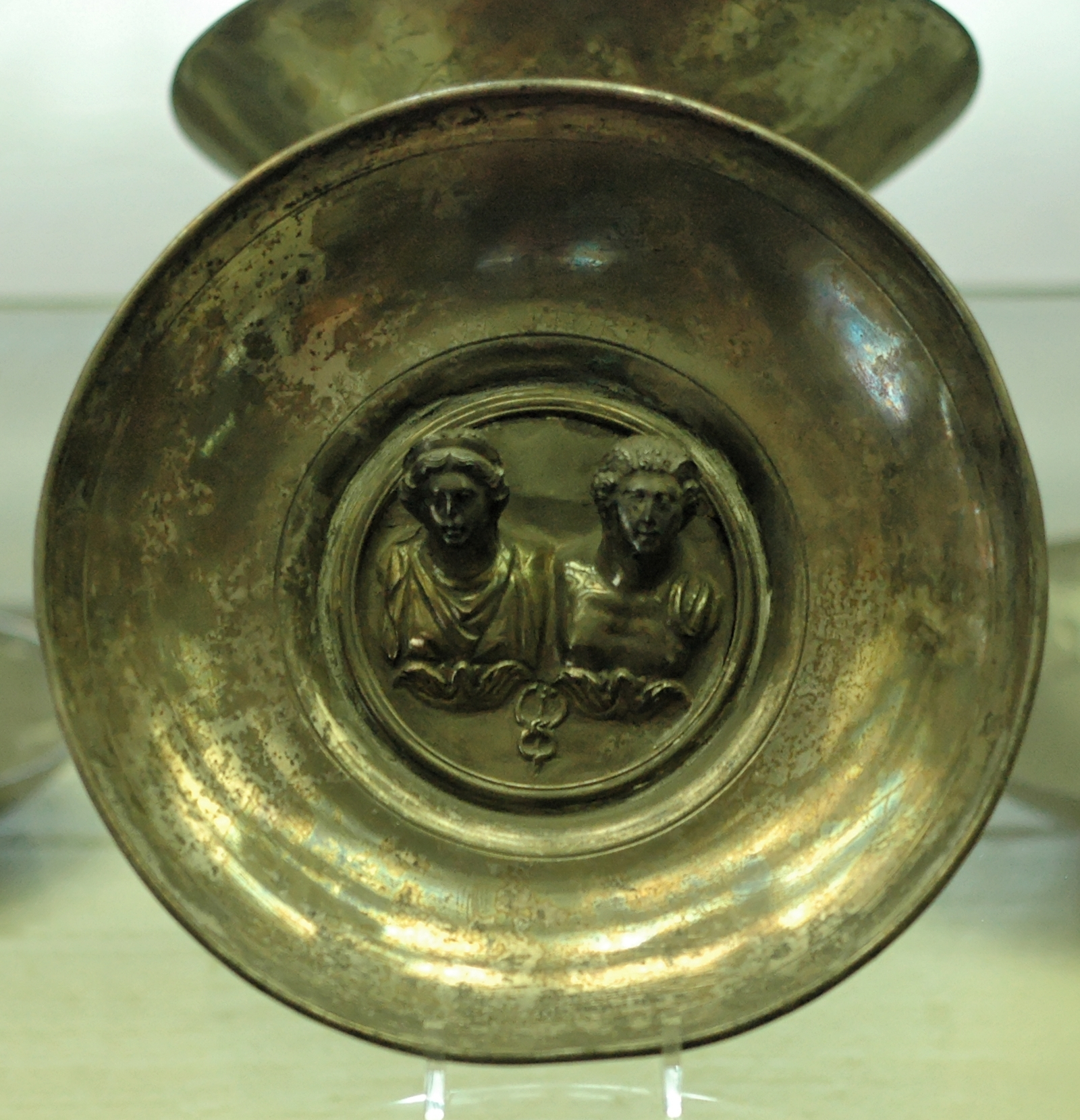
Mercury và Maia bên trong một chiếc cốc bạc dành riêng cho người tự do P. Aelius Eutychus (cuối thế kỷ thứ 2 sau công nguyên), từ một địa điểm tôn giáo Gallo-Roman

Theo bài <i id="mwOQ">thánh ca</i> <i id="mwOQ">cho Hermes</i>, Zeus trong đêm chết đã bí mật cưỡng hiếp Maia, người đã tránh các vị thần trong một hang động của Cyllene. Maia mang thai Hermes. Sau khi sinh Hermes, Maia quấn con trong chăn và đi ngủ. Hermes trẻ sơ sinh trưởng thành nhanh chóng bò đến Thessaly, khi màn đêm buông xuống trong ngày đầu tiên, anh ta đã đánh cắp một số gia súc của anh em cùng cha khác mẹ Apollo và phát minh ra  đàn lia từ một cái mai rùa. Maia từ chối tin Apollo khi Apollo tuyên bố rằng Hermes là kẻ trộm, và Zeus sau đó đứng về phía Apollo. Cuối cùng, Apollo đã trao đổi gia súc để lấy đàn lyre, trở thành một trong những thuộc tính nhận dạng của vị thần này.

## Là người nuôi dưỡng
Maia cũng nuôi trẻ sơ sinh Arcas, con của Callisto với Zeus. Giận dữ bởi chuyện tình này, vợ Hera của Zeus trong cơn thịnh nộ ghen tuông đã biến Callisto thành một con gấu. Arcas là tên gọi khác của Arcadia, nơi Maia được sinh ra. Câu chuyện về Callisto và Arcas, giống như câu chuyện của Pleiades, là một cuộc đấu tranh cho sự hình thành các vì sao, các chòm sao Đại Hùng và Tiểu Hùng, nghĩa là Gấu Lớn và Gấu Nhỏ.
Tên của cô có liên quan đến αῖα (maia), một thuật ngữ danh dự dành cho phụ nữ lớn tuổi liên quan đến (mētēr) 'mẹ',    cũng có nghĩa là "bà đỡ" trong tiếng Hy Lạp.